# Jacek Filipiak
Jacek Filipiak (ur. 2 marca 1967 w Żarach) – polski reżyser filmowy. Absolwent Państwowej Wyższej Szkoły Teatralnej we Wrocławiu (1994) i Wydziału Reżyserii Państwowej Wyższej Szkoły Filmowej, Telewizyjnej i Teatralnej w Łodzi (1997).
Reżyser filmów dokumentalnych, fabularnych oraz seriali. W latach 1992–1993 współpracował ze Stowarzyszeniem Teatralnym Wierszalin, wyreżyserował dla Teatru TV sztukę Turlajgroszek. Wspomagał akcję społeczną Rodzice zastępczy – miłość prawdziwa (produkcja spotu reklamowego).
Zarówno jego debiut dokumentalny (Bidul), jak i fabularny (Zerwany), dotyczył wychowanków domów dziecka. Zerwany otrzymał wiele krajowych i międzynarodowych nagród. Podczas dokumentacji filmu Filipiak odwiedził ponad czterdzieści domów dziecka i odbył ok. pół tysiąca rozmów z ich wychowankami. Na 28. Festiwalu Polskich Filmów Fabularnych w Gdyni projekcję Zerwanego zakończyła ponad 3-minutowa owacja.

## Filmografia

### Filmy fabularne
- Świadek koronny – 2007 (reżyseria - sekwencje retrospektywne)
- Zerwany – 2003 (scenariusz i reżyseria)
- Fuks – 1999 (asystent reżysera)
- Urodziny – 1995 (etiuda studencka - reżyser)
- Nasze miasteczko – 1994 (widowisko telewizyjne - reżyser)

### Filmy dokumentalne
- Bidul – 1999 (scenariusz i reżyseria)
- Wielka zabawa – 1999
- Gwiazdka z błękitnego nieba- 1997 (etiuda)
- Podwójne życie Kieratówny – 1997 (współpraca reżyserska, obsada aktorska)
- To będzie środek Europy – 1996 (etiuda)
- Henryk szuka kobiety – 1996 (asystent reżysera)
- Zapamiętać jego twarz – 1995 (etiuda)
- Dziadek Broneczek – 1994 (etiuda dokumentalna – reżyser)

### Seriale
- Naznaczony, TVN - 2008
- Odwróceni, TVN (odcinki 1-3, 10-11, 13) - 2007
- Na Wspólnej, TVN (odcinki: 272-276, 296-300, 321-325, 326-330, 346-350, 376-380, 401-405, 426-430,456-460, 456-460, 486-490, 511-515, 536-540, 561-565, 606-610, 626-630, 651-655) - 2003–2007

## Nagrody
- 2005 – Zerwany – Young Cinema Grand Award na Międzynarodowym Festiwalu Filmowym w Gwangju (Korea)
- 2005 – Zerwany – nagroda główna na Nyskim Festiwalu Filmowym
- 2004 – Zerwany – nagroda dziennikarzy na Ogólnopolskim Festiwalu Sztuki Filmowej „Prowincjonalia” we Wrześni
- 2004 – Zerwany – Srebrna Statuetka Lewity oraz nagroda specjalna jury młodzieżowego za debiut reżyserski w ramach Tarnowskiej Nagrody Filmowej
- 2004 – Zerwany – Srebrne Grono w ramach Lubuskiego Lata Filmowego w Łagowie
- 2004 – Zerwany – II nagroda na Międzynarodowym Festiwalu Filmów Telewizyjnych w Biarritz (Francja)
- 1999 – Bidul - Wyróżnienie Jury Międzynarodowego, nagroda publiczności, nagroda FICC (Międzynarodowej Federacji Klubów Filmowych) na Festiwalu Filmów Dokumentalnych w Lipsku
- 1996 – Urodziny – wyróżnienie na Festiwalu Krótkich Filmów w Cergy (Francja)
- 1995 – Urodziny – Nagroda Specjalna na Festiwalu Filmów Studenckich w Paryżu